# Bosson
Staffan Olsson, művésznevén Bosson (Ballangen Municipality, 1969. február 21. –) svéd énekes-dalszerző. Művésznevét édesapja, Bo keresztneve után kapta (Bo's son = "Bo fia"). Legismertebb dala a 2001-ben megjelent "One in a Million" az azonos című nagylemezről, amely Európában és Ázsiában is számos slágerlistán került a top 10-be, valamint szerepelt a Beépített szépség című filmben is. A dalt akkori barátnőjének, Jessica Olérs szépségkirálynőnek írta, és Golden Globe-jelölést kapott érte.
Bosson hazáján kívül rendkívüli népszerűségnek örvendett Oroszországban, Kazahsztánban, Ukrajnában és Fehéroroszországban is. Harmadik és negyedik nagylemeze szintén sikeresek lettek. 2000-ben Britney Spears előénekeseként lépett fel annak turnéja során.

## Diszkográfia

### Stúdióalbumok
- The Right Time (1998)
- One in a Million (2001)
- Rockstar (2003)
- Future's Gone Tomorrow / Life Is Here Today (2007)
- Best of 11-Twelve (2013)